# Dekomodifikace
Dekomodifikace je sociálněpolitický pojem pro osvobození života jedinců od závislosti na trhu.
Tento pojem zavedl do sociálních věd dánský sociolog Gøsta Esping-Andersen, který jej vysvětluje jako skutečnost, že se lidé mohou svobodně rozhodnout k neúčasti v práci, pokud to budou považovat za nutné, a nemusí se přitom obávat ztráty místa, příjmu nebo životní úrovně.
Na základě míry a způsobu dekomodifikace klasifikoval Esping-Andersen sociální státy.
Za projevy dekomodifikace mohou být považovány nástroje sociální politiky, jako jsou garantování životního minima či podpora při sociálních událostech (např. nemoc, stáří, mateřství, rodičovství).
Dekomodifikace nemusí být zajišťována jen státem, ale také rodinou, komunitou, církví apod.